# Tritirachiomycetes
Tritirachiomycetes é uma classe de fungos do subfilo Pucciniomycotina. Esta classe contém uma única ordem, Tritirachiales, a qual por seu lado contém uma só família Tritirachiaceae.  Actualmente são reconhecidos dois géneros nesta família, Tritirachium e Paratritirachium.